# Open GDF Suez Région Limousin 2013
L'Open GDF Suez Région Limousin 2013 è stato un torneo di tennis facente parte della categoria ITF Women's Circuit nell'ambito dell'ITF Women's Circuit 2013. Il torneo si è giocato a Limoges in Francia dal 14 al 20 ottobre 2013 su campi in cemento (indoor) e aveva un montepremi di $50,000.

## Partecipanti

### Teste di serie
| Nazionalità | Giocatrice            | Ranking* | Testa di serie |
| ----------- | --------------------- | -------- | -------------- |
| Spagna      | Sílvia Soler Espinosa | 89       | 1              |
| Croazia     | Mirjana Lučić-Baroni  | 110      | 2              |
| Ucraina     | Nadežda Kičenok       | 115      | 3              |
| Regno Unito | Johanna Konta         | 117      | 4              |
| Francia     | Claire Feuerstein     | 120      | 5              |
| Portogallo  | Maria João Koehler    | 121      | 6              |
| Rep. Ceca   | Lucie Hradecká        | 130      | 7              |
| Rep. Ceca   | Andrea Hlaváčková     | 141      | 8              |

- Ranking al 7 ottobre 2013.

### Altre partecipanti
Giocatrici che hanno ricevuto una wild card:
- Manon Arcangioli
- Mirjana Lučić-Baroni
- Victoria Muntean
- Marine Partaud

Giocatrici che sono passate dalle qualificazioni:
- Myrtille Georges
- Anhelina Kalinina
- Kinnie Laisné
- Nina Zander

## Vincitrici

### Singolare
Kristýna Plíšková ha battuto in finale  Tamira Paszek con il punteggio di 3–6, 6–3, 6–2.

### Doppio
Viktorija Golubic /  Magda Linette hanno battuto in finale  Nicole Clerico /  Nikola Fraňková con il punteggio di 6–4, 6–4.